# Třebětice (district de Kroměříž)
Pour les articles homonymes, voir Třebětice.
Třebětice (en allemand : Trebietitz) est une commune du district de Kroměříž, dans la région de Zlín, en Tchéquie. Sa population s'élevait à 284 habitants en 2025.

## Géographie
Třebětice se trouve à 10 km au nord-est de Kroměříž, à 15 km au nord-ouest de Zlín, à 68 km à l'est-nord-est de Brno et à 238 km au sud-est de Prague.
La commune est limitée par Holešov au nord et à l'est, par Zahnašovice au sud-est, par Ludslavice au sud et par Hulín et Pravčice à l'ouest.

## Histoire
La première mention écrite de la localité date de 1339.

## Transports
Par la route, Třebětice se trouve à 5 km de Holešov, à 14 km de Kroměříž, à 23 km de Zlín, à 75 km de Brno et à 281 km de Prague.